# Антиглобалізація
Антиглобалізація — це також об'єктивний процес, що знаходиться у діалектичній єдності з глобалізацією і спрямований на збереження національно-культурної ідентичності окремих народів та держав.
Також, антиглобалізація — це певне протистояння процесу глобалізації.

## Напрямки протидії глобалізації
1. Поширення в усіх країнах, у всіх шарах суспільства кожної країни правильних уявлень про людину, її призначення та сенс життя. Таких подань може бути безліч, як існувало, існує і буде існувати безліч типів особистості. Ці уявлення повинні поширювати люди, ясно розуміють загрозу, що нависла над Земний цивілізацією. Ці уявлення повинні поширюватися в усіх верствах суспільства, в усіх конфесіях, у всіх вікових групах. Особливу увагу має бути приділено дітям, як однієї з найбільш вразливою соціальної групи. Необхідно поширювати правильні уявлення про людину, його призначення, сенс життя у всіх школах, дитячих садах, освітніх, виховних установах.
2. Залучення уваги наукової, духовної, художньої, політичної громадськості до загрози. Розробка і реалізація спільних комплексних, міждисциплінарних проектів, спрямованих на протидію розростається духовної кризи. Всі ці проекти — кожен по своєму напрямку, — повинні бути спрямовані на вирішення однієї задачі — збереження і розвиток людської особистості.
3. Використання адміністративного ресурсу громадських і політичних діячів для проведення суспільно-політичних акцій — в тому числі і вуличних, — спрямованих на підготовку суспільної свідомості до прийняття суспільних лідерів нового типу — лідерів, основною метою діяльності яких буде не досягнення тих чи інших політичних цілей, а турбота про збереження і розвиток кожної людської особистості.
4. Широка публікація в засобах масової інформації, спеціальних виданнях, через INTERNET матеріалів про перебіг кризу і шляхи виходу з неї. Необхідне проведення масованої і постійної інформаційної кампанії. Необхідне залучення до цієї інформаційної кампанії письменників, журналістів, науковців, громадських і релігійних діячів, людей, що користуються доброю популярністю в суспільстві.
5. Постійне проведення зустрічей, конференцій, дискусій — очних і заочних, — всіх суспільних сил, зацікавлених в збереженні Земний цивілізації з метою координації дій, обміну інформацією та досвідом роботи. Необхідний єдиний координаційний комітет для організації спільних дій всіх громадських ініціатив, спрямованих на протидію розростається духовної кризи Земний цивілізації.

## Мета
Метою всіх антиглобалістських дій має бути виникнення в суспільстві ясного розуміння загрози. Тоді все природні, техногенні, соціально-політичні, фінансові, економічні, демографічні і т. д. кризи будуть сприйматися всіма людьми не як відбуваються десь і з кимось, а як частина глобальної кризи, яка завтра може статися тут і зі мною. Тоді уявлення людей про цілі, способи, лідерах суспільного розвитку змінюватися і на перший план вийдуть питання боротьби з витоками, породжують глобальна криза — боротьба з наростаючим духовною кризою.
Боротьба з наростаючим духовною кризою повинна відбуватися в кожній людині. І тут на допомогу людині повинно прийти держава. Але не таке, яке зараз існує в Росії, в Європі, в Америці, а держава нового типу, основною метою якого є турбота про збереження і розвиток людської особистості. Ім'я такій державі — монархія. Але ж монархія не станова, що не родова, а монархія особистості. Це означає, що основною функцією монарха повинна бути турбота про збереження і розвиток кожної людської особистості. Питаннями економіки буде займатися уряд. Таке держава здатна усунути наслідки і причини, що розростається духовної кризи і запобігти неминучий трагічний фінал Земний цивілізації в разі, якщо не буде вжито жодних заходів.
Антиглобалізація — це також об'єктивний процес, що знаходиться у діалектичній єдності з глобалізацією і спрямований на збереження національно-культурної ідентичності окремих народів та держав. Важливо зазначити, що антиглобалісти не є суцільними противниками інтеграції, але вони вимагають інших «правил гри» для менш розвинутих країн щодо схем перерозподілу капіталів і ресурсів, репрезентуючи іншу логіку світосприйняття, інший дискурс.

## Проблеми
Одна з основних проблем, на думку антиглобалістів, полягає в тому, що глобалізація (як глобальний процес) зачепила повною мірою лише такі галузі, як світові інформаційні мережі, банківсько-фінансову сферу, діяльність транснаціональних корпорацій, а в геополітичному плані обмежилась ареалом найбільш розвинених країн і не враховує інтереси аутсайдерів планетарних процесів. На сучасному етапі «дискурсивне протистояння» глобалістів і антиглобалістів перейшло у нову більш жорстку фазу, що зумовлено серією терористичних актів, які приписують радикальним угрупованням противників глобалізації. Самі антиглобалісти називають свій рух новим антикорпоративізмом або рухом за глобальну демократизацію. Антиглобалістський рух не є однорідним явищем і його учасники використовують досить різноманітні системи контраргументів щодо глобалізації, демонструючи різноманітні відтінки антиглобалістського дискурсу. Окрім РАГ, який виник у Мексиці та поширився на 60 країн і нараховує 50 млн зареєстрованих членів, могутньою організацією антиглобалістів є американський "Інтернешнл екшен центр. У той же час антиглобалістський рух деякі фахівці звинувачують у радикалізації, що створює благодатний ґрунт для терористичних організацій. Дійсно, досить часто виступи антиглобалістів шокують пересічних громадян своїми лозунгами та закликами, що дає підстави для критики.

### Антиглобалісти
На пострадянському просторі антиглобалісти не виявляють такої активності і згуртованості, як на Заході. Вони представлені різноманітними організаціями від екологічних до політичних, не маючи єдиного керівного центру. Як стверджують фахівці, ідеологія російських антиглобалістів — це історія КПРС і політекономія зі «з'їздами», «вождями» та «діалектичним матеріалізмом» . В Україні руху антиглобалістів майже не існує (у західному розумінні), а є лише місцеві варіації у вигляді партій лівого спрямування та всіх тих, хто виступає проти входження нашої держави в ЄС, ВТО, протестує проти проникнення іноземного капіталу та товарів на вітчизняний ринок. Як відомо, у світовому інформаційному просторі відбувається своєрідне протистояння глобалістів і антиглобалістів, у якому поки що виграють перші, хоча точка зору інших також достатньо аргументовано представлена у науковій і періодичній літературі. Щодо критики глобалізації написано багато, стосовно антиглобалістів слід визначити основні контраргументи відносно їхньої діяльності.
По-перше, строкатість антиглобалістського руху та відсутність єдиного центру призводить до неконтрольованих дій його учасників та радикалізації їхніх акцій.
По-друге, спостерігається відсутність єдиної програми дій, суперечливість цілей. Наприклад, у лютому 2002 року в бразильському місті Порту-Алегрі на з'їзді антиглобалістів зібралось 60 тис. учасників, що представляли 6 тис. організацій з 150 країн світу, на якому так і не вдалося прийняти заключний маніфест, до кінця погодити різноспрямовані позиції.
І, по-третє, деякі фахівці вбачають у діяльності антиглобалістів дуже низький практичний ефект. Останнє твердження не є стовідсотковим, оскільки відомі факти зміни політики МВФ та Всесвітнього банку, частково під впливом акцій антиглобалістів. Скажімо, МВФ та Всесвітній банк після виступів антиглобалістів списали 200 мільярдів доларів боргу з усіх країн Латинської Америки, а потім — 200 мільярдів доларів з усіх країн Африки

### Поділ
При цьому антиглобалізаційний рух можна умовно розподілити на радикальний та поміркований. Проблема полягає в тому, що у світі утворилися такі організації, на зразок «Аль-Каїди», які можна назвати радикально антиглобалістськими або терористичними. Фактично, глобалізація призвела до різкого збільшення недержавних суб'єктів міжнародного життя, появи нових агентів антиглобалізму. Вони мають фінансові ресурси, що дозволяють створювати та утримувати приватні армії, які діють на території багатьох країн. Ці організації, як правило, діють поза межами міжнародного та національних законодавств. Як зазначає українська дослідниця І. Алексєєнко, попри відносну близькість ідеологічних настанов розрізнених груп та організацій, що беруть участь у антиглобалістському русі (наприклад, боротьба з неоліберальною версією економічної і політичної глобалізації та її суб'єктами), їх і досі роз'єднує досить глибока прірва, подолати яку сьогодні, очевидно, малоймовірно. Лише у випадку надзвичайного зацікавлення сил, що стоять за цими групами, різні за генезисом і пріоритетами ідейно-політичні течії змогли б злитися в єдину ідеологічну систему. Така ситуація може скластися, скоріш за все, лише у відповідь на репресивні дії потужних політичних опонентів. Але навіть у надзвичайних обставинах, взаємопроникнення різних версій антиглобалізму і формування об'єднавчої ідеологічної платформи не могло б розпочатися без застосування взаємоприйнятних організаційних механізмів. А для їх вироблення необхідна інституційна основа — якісно новий, складніший у порівнянні з попередніми організаційними формами, соціальний суб'єкт, який потім, на спільній ідеологічній платформі, зміг би об'єднати значну частину існуючих груп [2]. Отже, антиглобалізм, навіть у найширшому його розумінні, не став цілісною ідейно-політичною концепцією, яку поділяла б принаймні більшість представників суспільно-політичних сил, котрі прямо чи опосередковано виступають як проти нинішніх процесів економічної і політичної глобалізації, так і проти окремих її аспектів. Незважаючи на те, що в ЗМІ, та навіть і в наукових публікаціях, усе частіше йдеться про «ідеологію антиглобалістів», насправді цілісної ідеологічної системи, єдиного антиглобалістського дискурсу, який міг би підтримати строкатий конгломерат антиглобалістських угруповань, поки що не вироблено. На нашу думку, варто шукати нові форми нейтралізації негативних наслідків глобалізації. Гуманітарії, особливо науковці й освітяни, могли б зробити великий внесок у розкриття сутності процесів глобалізації, у пошук засобів і форм нейтралізації негативних глобалізаційних процесів.

## Список використаних джерел
- Агитон К. Альтернативный глобализм. Новые мировые движения протеста / К. Агитон. — М, 2004. — 389 с.
- Алексеєнко І. Антиглобалістський рух — початок формування світової контркультури? / І. Алексеєнко // Політичний менеджмент. — 2005. — № 6. — С. 129—135.
- Будзан Б. Глобализация: новый вызов менеджменту Украины / Б. Будзан // Зеркало недели. — 2002. — № 29 — С. 10–11.
- Гавриш О. Антиглобализм — признак объединения мировой экономики / О. Гавриш // Зеркало недели. — 2002. — № 30. — С. 9.
- Калиновський Ю. Глобалізація та антиглобалізація. Виникнення та співвідношення тенденцій / Ю. Калиновський // Вісник ХНУ ім. В. Н. Каразіна «Питання політології». — 2003. — № 592. — С. 146—157.
- Максименко В. Происходит ли «глобализация»? / В. Максименко // Pro et Contra. — 1999. — Т. 4. — № 4. — С. 84–102.
- Шепелєв М. Антицивілізаційний потенціал мондіалізації як чинник формування глобального неототалітаризму / М. Шепелєв // Людина і політика. — 2002. — № 6. — С. 108—115.